# Рдечий Брег (Подвелка)
Рдечий Брег (словен. Rdeči Breg) — поселення в общині Подвелка, Регіон Корошка, Словенія. Висота над рівнем моря: 842,2 м.